# 소적렬
소적렬(? ~ ?)은 요나라의 군인이다. 자는 열노곤이다.

## 이력
재상 소달렬의 4대손이다.